# Бабакулов, Ахмад
Ахмад Бабакулов (Бобокулов) (тадж. Аҳмад Бобоқулов; 1931—1990) — таджикский, советский оперный певец (драматический тенор), педагог. Народный артист СССР (1971).

## Биография
Родился 17 января 1931 года в Гиждуванском районе (ныне в Бухарской области Узбекистана). По другим источникам — в Сталинабаде (ныне Душанбе). Отец — хафиз, народный певец и музыкант Бобокул Файзуллаев.
В 1954 году окончил Московскую консерваторию по классу пения, в 1962 — аспирантуру при ней у В. Ф. Карина.
В 1954—1956 и с 1966 года — солист Таджикского театра оперы и балета имени С. Айни (Душанбе).
В 1956—1966 годах — солист Таджикской филармонии (Душанбе).
Выступал как концертный певец, исполнял сложные арии, старинные романсы, торжественные песни, камерные вокальные произведения таджикских композиторов и народные песни. Исполнитель шашмакома.
Гастролировал по многим городам СССР и за рубежом: Афганистан, Индонезия, Индия, Иран, Пакистан, Канада, Австралия, Германия.
В 1973—1981 годах — художественный руководитель Ансамбля макомистов Госкомитета Таджикской ССР по телевидению и радиовещанию.
Занимался преподавательской деятельностью. С 1966 года — заведующий кафедрой вокала факультета искусств Душанбинского педагогического института им. Т. Г. Шевченко (ныне Таджикский государственный педагогический университет им. С.Айни), с 1973 — заведующий кафедрой музыкального воспитания музыкально-педагогического факультета Таджикского государственного института искусств им. М. Турсунзаде (с 1977 — профессор), с 1976 года — педагог факультета вокала и оперы данного института.
Автор книги «Вокальные произведения разных жанров для тенора» («Хрестоматия», Д., 1976).
Скончался 18 мая 1990 года в Душанбе от инфаркта. Похоронен на кладбище «Сари Осиё».

### Семья
Имеет 3 сына и 4 дочери, 22 внука, 6 правнуков.

## Награды и звания
- Заслуженный артист Таджикской ССР (1954)
- Народный артист Таджикской ССР (1957)[4]
- Народный артист СССР (1971)
- Государственная премия Таджикской ССР им. Рудаки (1966)
- Орден Ленина
- Орден Трудового Красного Знамени (1957)
- Медаль «За трудовую доблесть» (1954)[6]
- Медали.

## Партии
- 1954 — «Бахтиор и Ниссо» С. Баласаняна — Бахтиор
- 1955 — «Демон» А. Рубинштейна — Синодал
- 1957 — «Пулад и Гульру» Ш. Сайфиддинова — Рустам
- 1966 — «Комде и Мадан» З. Шахиди — Мадан
- 1967 — «Паяцы» Р. Леонкавалло — Канио
- 1967 — «Возвращение» Я. Сабзанова — Садык
- 1968 — «Девушка из Душанбе» З. Шахиди — Хуршед
- 1969 — «Знатный жених» С. Урбаха — Замон
- 1970 — «Тоска» Дж. Пуччини — Каварадосси
- 1976 — «Рудаки» Ш. Сайфиддинова — Рудаки[7]
- 1976 — «Иоланта» П. И. Чайковского — Водемон
- 1983 — «Айни» Ш. Сайфиддинова — Айни

## Память
- Имя певца носит Душанбинский колледж искусств.